# Grød (film)
Grød er en dansk kortfilm fra 1986 instrueret af Værkstedet Værst, Michael Kvium, Christian Lemmerz, Sonny Tronborg og Ingunn Jørstad.

## Handling
En grum og grotesk situationsrapport fra en almindelig dansk families hverdag. Farmand kommer træt hjem fra arbejde, mutter laver mad, og den lille pige laver lektier. Når de ubeskrivelige ti minutter er gået, er der kun faderen tilbage, men han klarer sig egentlig også udmærket alene med sit tv, sin bajer og sin oppustelige Lolita.